# Lunde Glacier
Lunde Glacier är en glaciär i Antarktis. Den ligger i Östantarktis. Norge gör anspråk på området. Lunde Glacier ligger 1 698 meter över havet.
Terrängen runt Lunde Glacier är varierad. Trakten är obefolkad. Det finns inga samhällen i närheten. 